# Corrado Mochis
Corrado Mochis (Colonia, 1525 – Milano, 1569) è stato un vetraio tedesco.

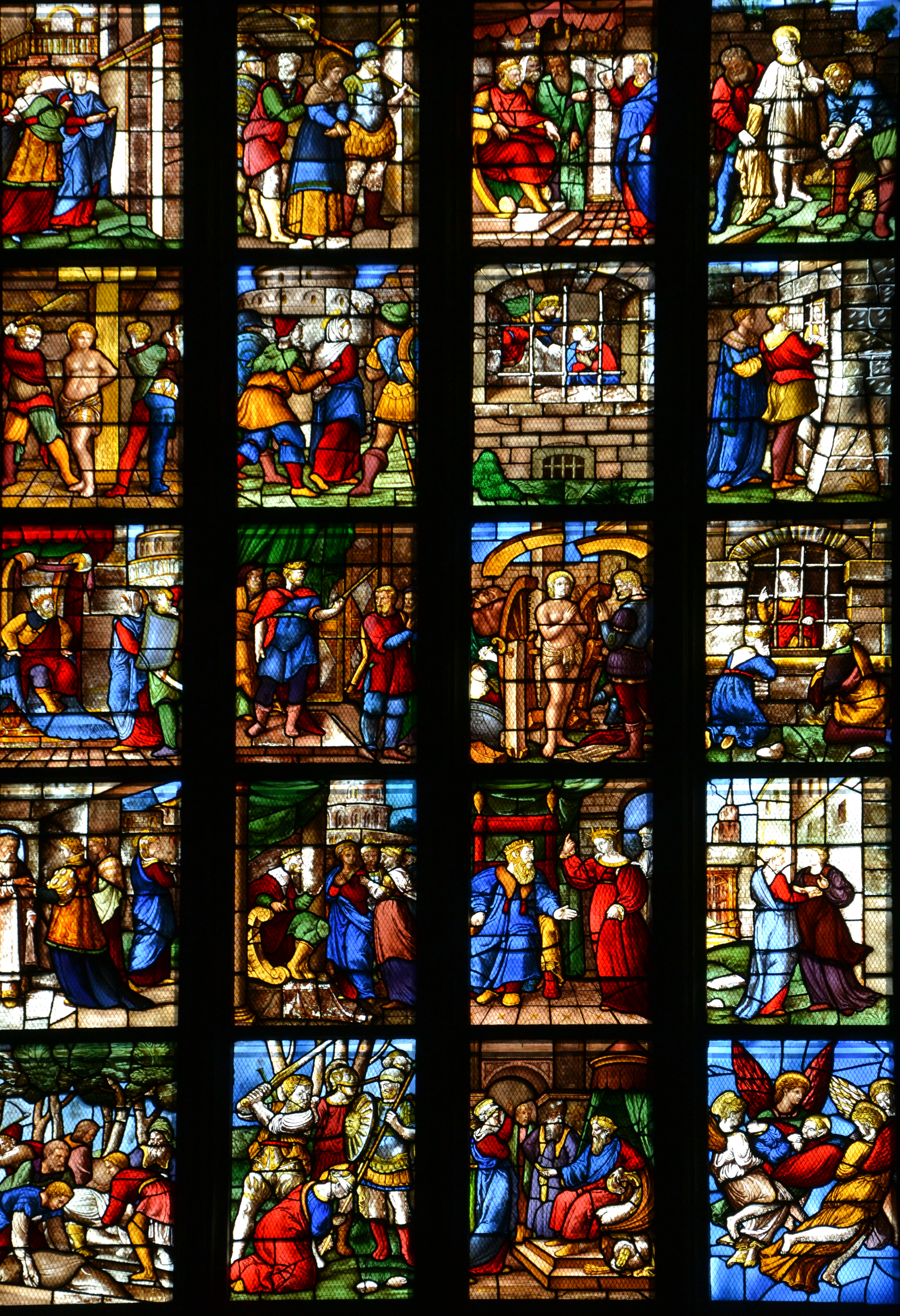
Milano, Duomo, Vetrata di santa Caterina, Braccio sud del transetto.

Detto anche Corrado de' Mochis da Colonia, fu fra i maggiori maestri vetrai del Duomo di Milano. Fu autore della maggior parte delle vetrate eseguite per il Duomo in epoca manierista, molte delle quali tuttora conservate. Per alcune di esse traspose su vetro i cartoni eseguiti da altri artisti, mentre di altre fu autore dell'intero processo di realizzazione a partire dall'ideazione.

Fu apprendista a Colonia presso la bottega del padre Johanne Mussche, anch'egli maestro vetraio a Heumarkt. Giunse a Milano nel 1544, dove fu assunto dalla Fabbrica del Duomo per la quale lavorò fino alla morte, avvenuta nel rogo che distrusse il suo laboratorio a Milano.

## Opere
- Ciclo della Passione, eseguito per le vetrate absidali; le vetrate superstiti furono trasferite nell'Ottocento nelle navate laterali (1544-1549).
- Vetrata di S. Caterina d'Alessandria, disegnata da Biagio e Giuseppe Arcimboldi, 1549-1556.
- Vetrata di S. Giacomo Maggiore, 1562-1565.
- Vetrata di S. Caterina da Siena, 1562-1567.
- Vetrata delle Glorie della Vergine, 1565-1567.
- Vetrata dei Ss. Apostoli, realizzata su cartoni del pittore cremasco Carlo Urbino, 1567.
- Vetrata dei Santi Quattro Coronati, eseguita su disegno di Pellegrino Tibaldi, 1567-1569.